# Boolpoora Lake
Boolpoora Lake är en sjö i Australien. Den ligger i delstaten New South Wales, i den sydöstra delen av landet, omkring 730 kilometer nordväst om delstatshuvudstaden Sydney. Boolpoora Lake ligger 85 meter över havet.
Omgivningarna runt Boolpoora Lake är i huvudsak ett öppet busklandskap. Trakten runt Boolpoora Lake är nära nog obefolkad, med mindre än två invånare per kvadratkilometer. Genomsnittlig årsnederbörd är 303 millimeter. Den regnigaste månaden är februari, med i genomsnitt 70 mm nederbörd, och den torraste är oktober, med 2 mm nederbörd.